# Aterrizaje

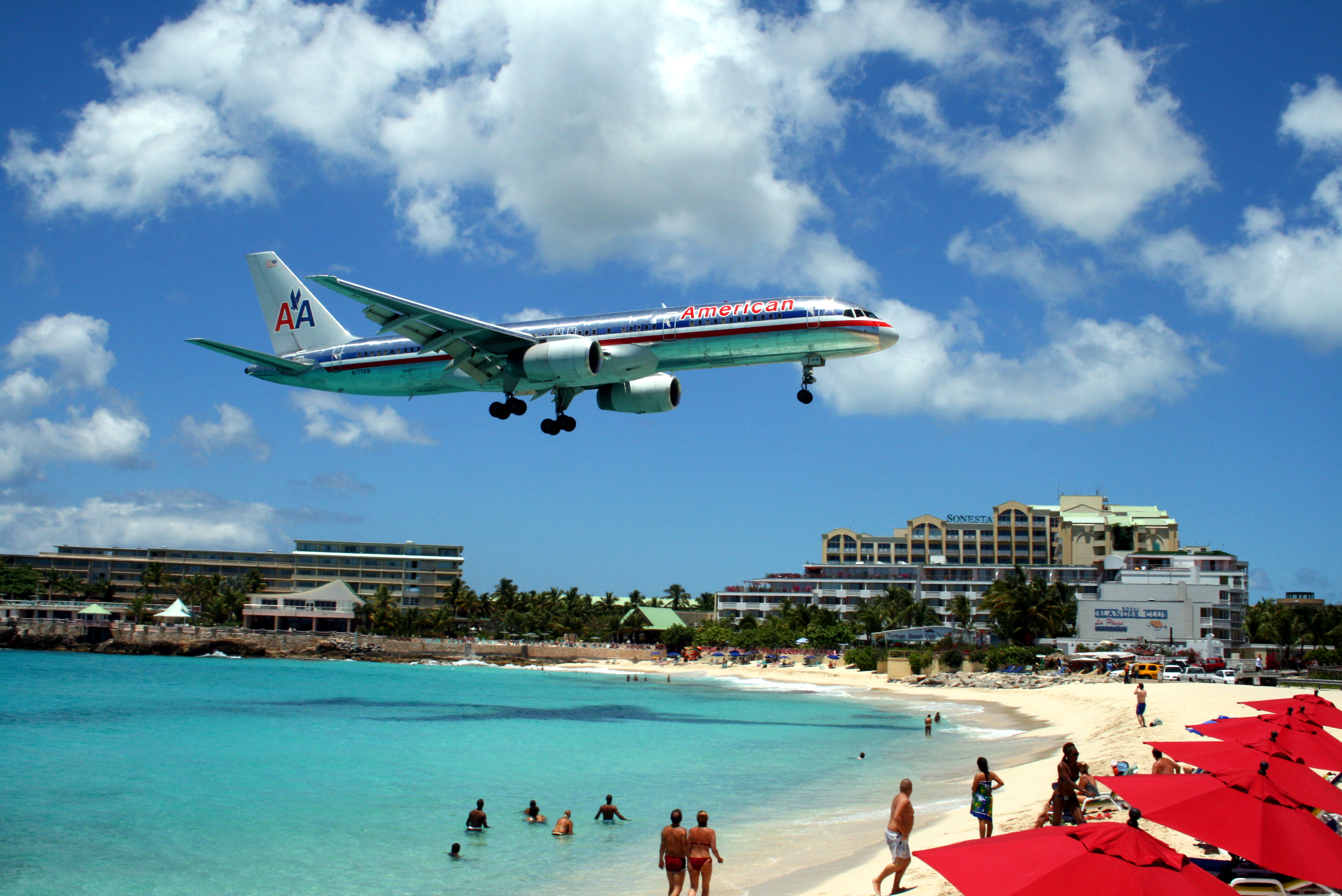
Boeing 757 de American Airlines en aproximación final al Aeropuerto Internacional Princesa Juliana, sobre Playa Maho.

El aterrizaje es la fase final de un vuelo, que se define como el proceso que realiza una aeronave que culmina con el contacto del aparato con la tierra; contacto que se perdió en el momento del despegue para 
efectuar el vuelo. Es considerada una fase crítica en el conjunto de este.
Se pueden distinguir dos tipos de aterrizajes:
- Planeados: Son aquellos que se efectúan con todas las condiciones de seguridad y que se cumplen después de haber alcanzado el destino definido.
- No planeados o de emergencia: Aquellos aterrizajes que se efectúan tras detectar alguna anomalía durante el vuelo y que no permiten el que el avión alcance su destino original con seguridad. La naturaleza de estas anomalías o emergencias pueden ser tanto mecánicas (fallo en el avión o algún sistema del mismo), médicas (emergencia médica a bordo) o climatológicas (fuerte viento cruzado en el aeropuerto de destino, nieve en la pista de destino o cualquier otra inclemencia meteorológica que hagan considerar a la tripulación que el aterrizaje no es posible con seguridad). La última decisión corresponde al comandante de la aeronave.[4][5]

Cuando se trata de aeronaves de ala fija, la maniobra de aterrizaje es la fase final del vuelo, en la que el avión empieza un descenso desde su fase de crucero y en la que debe realizar algunos procedimientos generales como: reducción de velocidad, desplegar el tren de aterrizaje (en caso de que sea retráctil), seguir un patrón determinado de aproximación (reconocimiento, alineamiento, aproximación final, etc.), obtener la autorización necesaria del control de tráfico aéreo (en aeropuertos, aeródromos y pistas reguladas) y, finalmente, posar sus ruedas en la pista de aterrizaje (o, en el caso de hidroaviones, sus patines, flotadores o fuselaje en una superficie de agua). En el caso de los helicópteros, véase a continuación.
Para efectuar un aterrizaje, existen al igual que un despegue, tres factores: el factor tierra, el factor aparato y el factor aire. El factor tierra es aquel que consiste en la comunicación con el ATC para reportarse y solicitar autorización de aterrizaje, tener en buen funcionamiento las radioayudas ILS, VOR para apoyar en el aterrizaje, tener también en funcionamiento las luces de la pista y mantener en buen estado la pista y libre de obstáculos que pongan en peligro el aterrizaje. Después, el factor aparato consiste en efectuar todo el procedimiento de maniobras necesarias para lograr una reducción en la velocidad bajando la potencia de los motores y accionando las superficies de control de hipersustentación flaps, spoilers, las cuales provocaran que la fuerza de sustentación aumente, y las de profundidad elevadores o timón de profundidad para mantener un descenso controlado; tener los trenes de aterrizaje listos y seguir la orientación del ATC.
El factor aire consta de las condiciones en las que el avión habrá de realizar su aproximación y su aterrizaje; influyendo en este si hay viento cruzado, turbulencia, lluvia, nubosidad, visibilidad mínima y que dependiendo de estas condiciones habrá la posibilidad de que el aterrizaje sea seguro y que se cumplan con los procedimientos.
Una vez cumplidas correctamente las indicaciones del ATC y de aproximación, entonces el avión estará seguro y podrá tener contacto con la tierra mediante la pista siguiendo las acotaciones de zona de contacto para que tenga tiempo y espacio de ejercer la fuerza de frenado utilizando los frenos de los trenes de aterrizaje, la reversa de los motores y las superficies flaps, spoilers y alerones. Tendrá suficiente espacio para frenar utilizando la extensión de la pista y sus superficies, para que al final de la pista su velocidad en tierra sea muy poca y pueda ser dirigido hacia la posición que le corresponda en el aeropuerto.

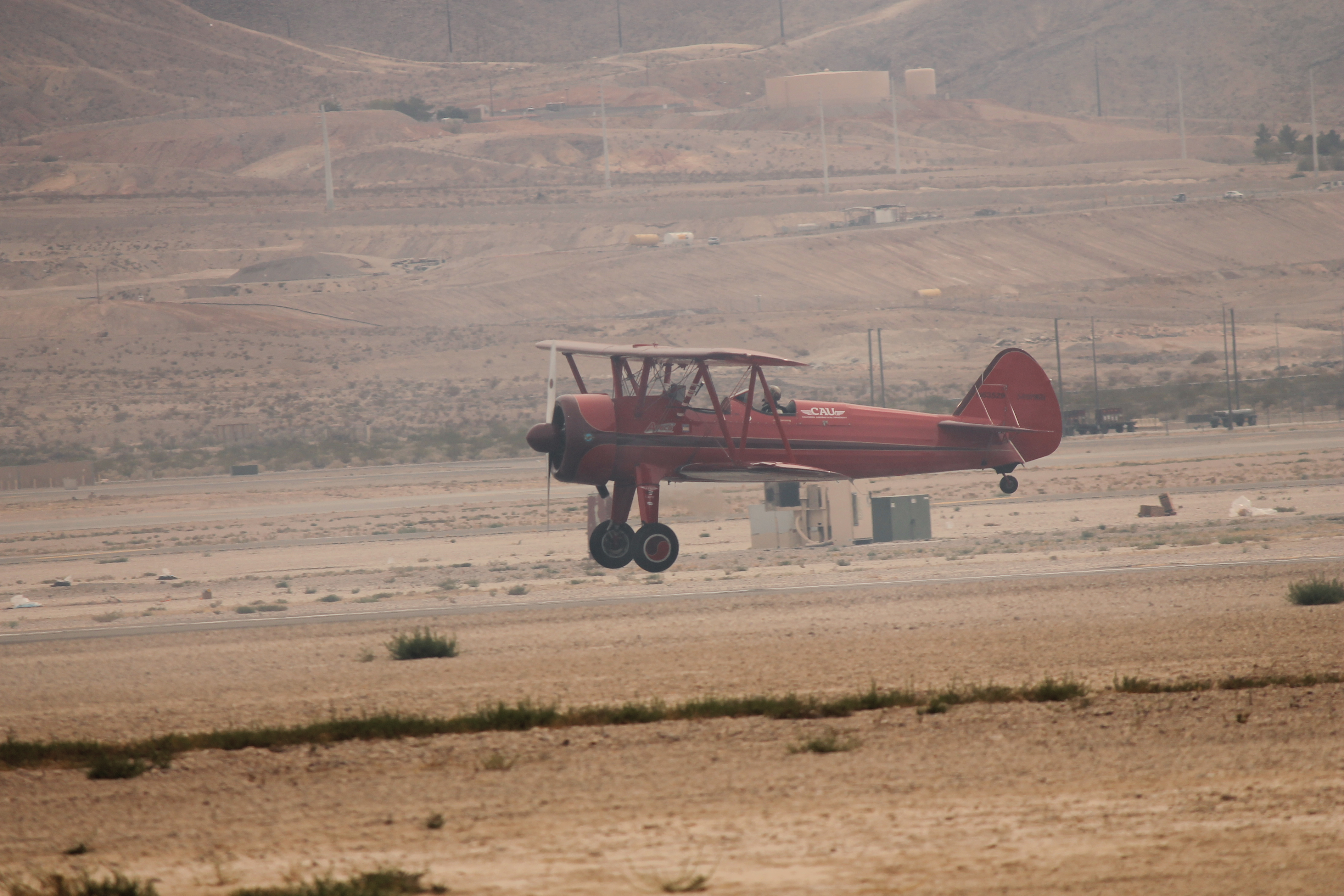
Un Boeing Stearman con patín de cola en la fase de la recogida antes de aterrizar

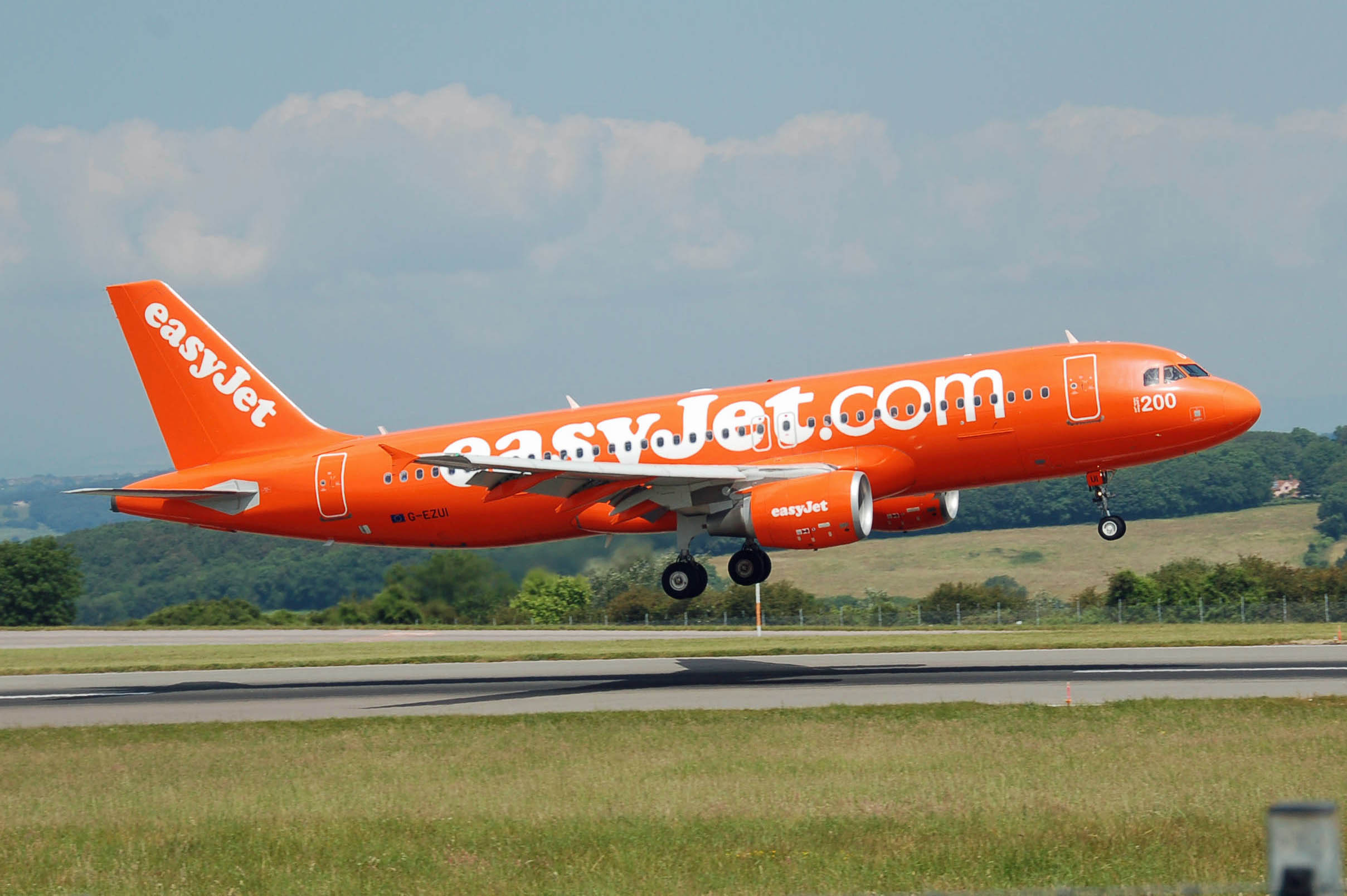
Un Airbus A320 de Easyjet haciendo la recogida. Aeropuerto de Bristol, Inglaterra

## La recogida
La recogida, en inglés «landing flare» o «round out», es el término por el que se conoce a la maniobra que se realiza en la última parte de la fase del aterrizaje de una aeronave, justo antes del momento en que sus ruedas contactan con el suelo.
La maniobra conocida como la recogida consiste en poner el avión con una actitud (ángulo) de morro determinada, generalmente levantado, para contrarrestar la velocidad de descenso vertical con la que viene desde su fase de aproximación final, y posar así su tren de aterrizaje con suavidad sobre la pista de aterrizaje.
Esta técnica debe ser adecuada al tipo de tren de aterrizaje del avión; si está equipado con uno en forma o de tipo tren triciclo deberá posar sus ruedas principales primero, para posteriormente posar la rueda de morro suavemente y a menor velocidad. Por el contrario, un avión cuyo tren de aterrizaje sea un patín de cola, deberá posar primero sus ruedas frontales para posteriormente, y a baja velocidad, posar el patín de cola.
Una recogida demasiado tardía puede acabar en un aterrizaje con una toma fuerte o toma dura que podría dañar el tren de aterrizaje, o con un rebote (o bounce landing en inglés). En cambio, si la recogida se hace demasiado pronto, cuando el avión aún sigue muy alto y con mucha velocidad, esto podría llevar a hacer un globo (o ballooning en inglés), donde el avión volvería a ganar altura y podría caer rápido si el piloto no corrige la situación, pues se podría dar una entrada en pérdida.
En los planeadores, la maniobra de la recogida es exactamente igual, con la particularidad de que aterrizan con aerofrenos desplegados y no tienen oportunidad de hacer una toma y despegue.
La recogida, en paracaidismo, y usando paracaídas rectangulares o tipo ala, cuya sustentación se obtiene por velocidad, también conocida como frenada, precede al momento en el que se tocará suelo, ejecutándose, aproximadamente, a unos 15 pies (5 m) o menos sobre el suelo, siendo una acción que requiere de cierta pericia, pues, si esta recogida se realiza antes de tiempo, se corre el riesgo de sufrir una entrada en pérdida. En todo caso, es una maniobra muy relacionada con las condiciones atmosféricas, especialmente de viento, en cuanto a intensidad y dirección, pues siempre se ha de efectuar en contra del viento, para lo cual se hace uso de la manga de viento.
En el caso de los helicópteros, la recogida se ejecuta para reducir tanto la velocidad vertical como la velocidad horizontal, para conseguir una velocidad casi nula justo antes del posado en el suelo.

## Maniobra de toma y despegue
La maniobra de toma y despegue (o touch and go en inglés) es una maniobra principalmente practicada durante el entrenamiento de un piloto. La maniobra consiste en, tras el aterrizaje, cuando el avión sigue sobre la pista de aterrizaje, y sin detenerse, volver a configurar e iniciar de nuevo el despegue. Tras este despegue, el avión repetirá este procedimiento con el objetivo de perfeccionar tanto los despegues como los aterrizajes.
La maniobra de toma y despegue es tanto practicada en la formación de pilotos con aviones de aviación general como por aviones de tipo jet para, o aviación militar la formación de sus pilotos durante su calificación en tipo o type rating.